# Pötting
Pötting è un comune austriaco di 533 abitanti nel distretto di Grieskirchen, in Alta Austria.